# Каприаска
Каприа̀ска (на италиански: Capriasca) е град в Южна Швейцария, кантон Тичино.

## География
Градът е разположен в окръг Лугано в близост до административния център на окръга град Лугано на 529 m надморска височина. Население 6169 жители (към 31 декември 2008 г.).

## История
Каприаска е образуван на 15 октомври 2001 г. от сливането на малките градчета Каджало, Лопаньо, Ровередо Каприаска, Сала Каприаска, Тесерете и Вальо.

## Личности, родени в Каприаска
- Алфонсина Сторни (1892-1938), аржентинска поетеса, родена в Сала Каприаска